# Ocynectes modestus
Ocynectes modestus är en fiskart som beskrevs av Snyder, 1911. Ocynectes modestus ingår i släktet Ocynectes och familjen simpor. Inga underarter finns listade i Catalogue of Life.